# يوسف غوتفريوند
يوسف غوتفريوند (بالعبرية: יוסף גוטפרוינד‏) (20 ديسمبر 1931 - 6 سبتمبر 1972) قاضي في لعبة المصارعة للفريق الأولمبي الإسرائيلي لعام 1972. قتل في عملية ميونيخ على أيدي إرهابيين في منظمة أيلول الأسود مع 10 أعضاء آخرين في الفريق الإسرائيلي.

## السيرة الذاتية
درس يوسف غوتفريوند في كلية الطب في رومانيا وكان يخطط ليصبح طبيب بيطري ولكن في وقت لاحق اتجه للمصارعة. كانت دورة الألعاب الأولمبية الصيفية 1972 في ميونيخ أولمبياده الثالث كحكم مصارعة.

## الاختطاف والوفاة
في 5 سبتمبر 1972 كان غوتفريوند ينام في مقر المدربين الإسرائيليين في القرية الأوليمبية. في حوالي الساعة 4:30 صباحا سمع ضجيجا خارج الباب وذهب للتحقيق وأعتقد أنه قد يكون مدرب المصارعة موشيه واينبرغ الذي كان المفتاح الآخر إلى الباب. رأى أن الباب فتح وألقى نظرة على الرجال الملثمين مع البنادق على الجانب الآخر. رمى غوتفريوند البالغ طوله 6 أقدام 3 بوصة ووزنه 290 رطل بوزنه على الباب وصرخ محذرا زملائه الإسرائيليين. القوة التي أنفقت من قبل غوتفريوند على جانب واحد من الباب وثمانية فدائيين من جهة أخرى كانت كافية لتحريف المفصلات من مكانها. سمحت الثواني القليلة الثمينة رفيقه مدرب رفع الأثقال توفيا سوكولسكي لتحطيم نافذة والهروب. في الشقة المجاورة 2 استيقظ عداء سباقات المشي شاؤول لاداني من صرخات غوتفريوند وتمكن أيضا من الفرار من المبنى.
تم القبض على جوتفريوند وثمانية أعضاء آخرين من الفريق الأوليمبي الإسرائيلي من قبل الإرهابيين. قتل الآخران اللذان قاوما الخاطفين ومدرب المصارعة واينبرغ ولاعب رفع الأثقال يوسف رومانو من قبل المتسللين خلال الانهيار الأول.
بعد واحد وعشرين ساعة في 6 سبتمبر أطلق الإرهابيون النار على غوتفريوند وقتله أثناء محاولة إنقاذ فاشلة قامت بها السلطات الألمانية الغربية.

## روابط خارجية
- يوسف غوتفريوند على موقع أوليمبيديا (الإنجليزية)